# Первомайск (Узденский район)
Первома́йск (бел. Первама́йск; историческое название Кухтичи) — посёлок в Узденском районе Минской области Республики Беларусь. В составе Узденского сельсовета. До 2013 года входил в состав Семеновичского сельсовета. Население — 447 человек (2009).

## География
Первомайск находится в 5 км к юго-западу от райцентра, города Узда. В километре к западу от Первомайска находится агрогородок Семеновичи, а в 3 км к северу — деревня Кухтичи. Тем не менее, историческая усадьба Кухтичи находится именно в современном посёлке Первомайск.
Посёлок соединён местными дорогами с Уздой, Семеновичами, Кухтичами и окрестными деревнями.

### Гидрография
Местность принадлежит бассейну Немана, по южной окраине Первомайска течёт река Уздянка, которая чуть ниже посёлка впадает в Уссу.

## История

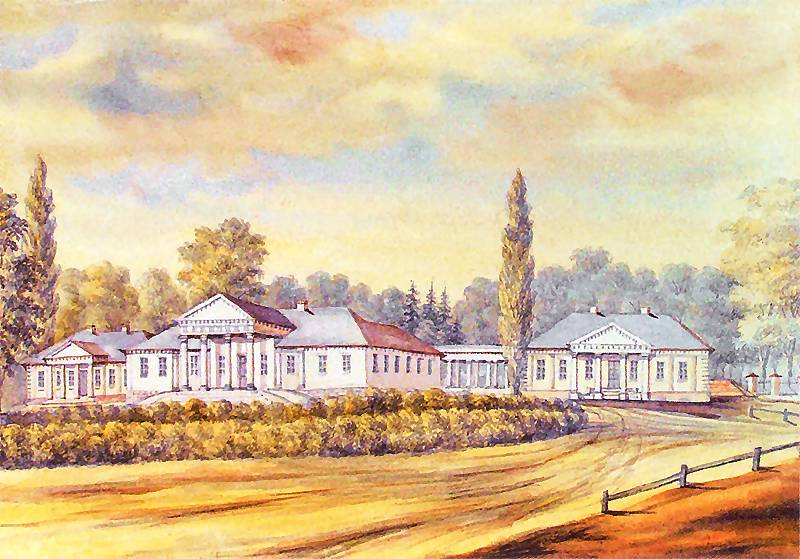
Усадьба на рисунке Н. Орды

Кухтичи известны с XVI века как владение Ковечинских. Были главной усадьбой имения, к которому принадлежала и Узда. Во второй половине XVI века в имении был построен кальвинистский храм, возможно, строительство было осуществлено при Матвее Ковечинском, видном кальвинистском деятеле и книгопечатнике, сподвижнике Симона Будного. Позднее храм был переделан в католическую часовню-усыпальницу, в полуразрушенном состоянии сохранился до наших дней.
В 1690 году Кухтичи перешли роду Завишей и принадлежали ему на протяжении двух веков.
С 1793 года после второго раздела Речи Посполитой Кухтичи вошли в состав Российской империи, принадлежали Игуменскому уезду Минской губернии. На рубеже XVIII—XIX веков имение принадлежало Казимиру Завише, который создал в Кухтичах дворянскую усадьбу и построил деревянный костёл (не сохранился).
Последней владелицей имения стала Мария-Магдалена Завиша-Кежгайло, бывшая замужем сначала за графом Людвигом Крысиньским, а затем за Николаем Вацлавом Радзивиллом. Владелица имения активно занималась меценатством и филантропией, активно поддерживала белорусские культурные сообщества, профинансировала строительство нескольких храмов и монастырей. В 1919 году она была вынуждена покинуть Белоруссию.
С марта 1918 года Кухтичи входят в состав провозглашённой Белорусской Народной Республики, затем в БССР. В советское время вокруг бывшей усадьбы вырос посёлок Первомайск.
До 2013 года посёлок входил в состав Семеновичского сельсовета.

## Культура
- Дом культуры

## Достопримечательность
- Фрагменты бывшей усадьбы «Кухтичи»: кальвинистский собор, парк, административное здание, хозяйственные постройки, конюшня, мельница —  Историко-культурная ценность Республики Беларусь, шифр 612Г000628.
  - Бывший кальвинистский храм. Большинство источников[4][5][6] считает его аутентичным кальвинистским храмом, построенным во второй половине XVI века и позднее переделанным в часовню-усыпальницу рода Завишей. Однако справочник «Архитектура Беларуси» считает сохранившееся здание имитацией XIX века[7].
  - Усадьба Завишей. Построена в начале XIX века. Усадебный дом не сохранился, но сохранились левый и правый флигели. В левом флигеле сейчас жилой дом, правый — просто закрыт. Также сохранились водяная мельница и хозпостройки.

## Галерея

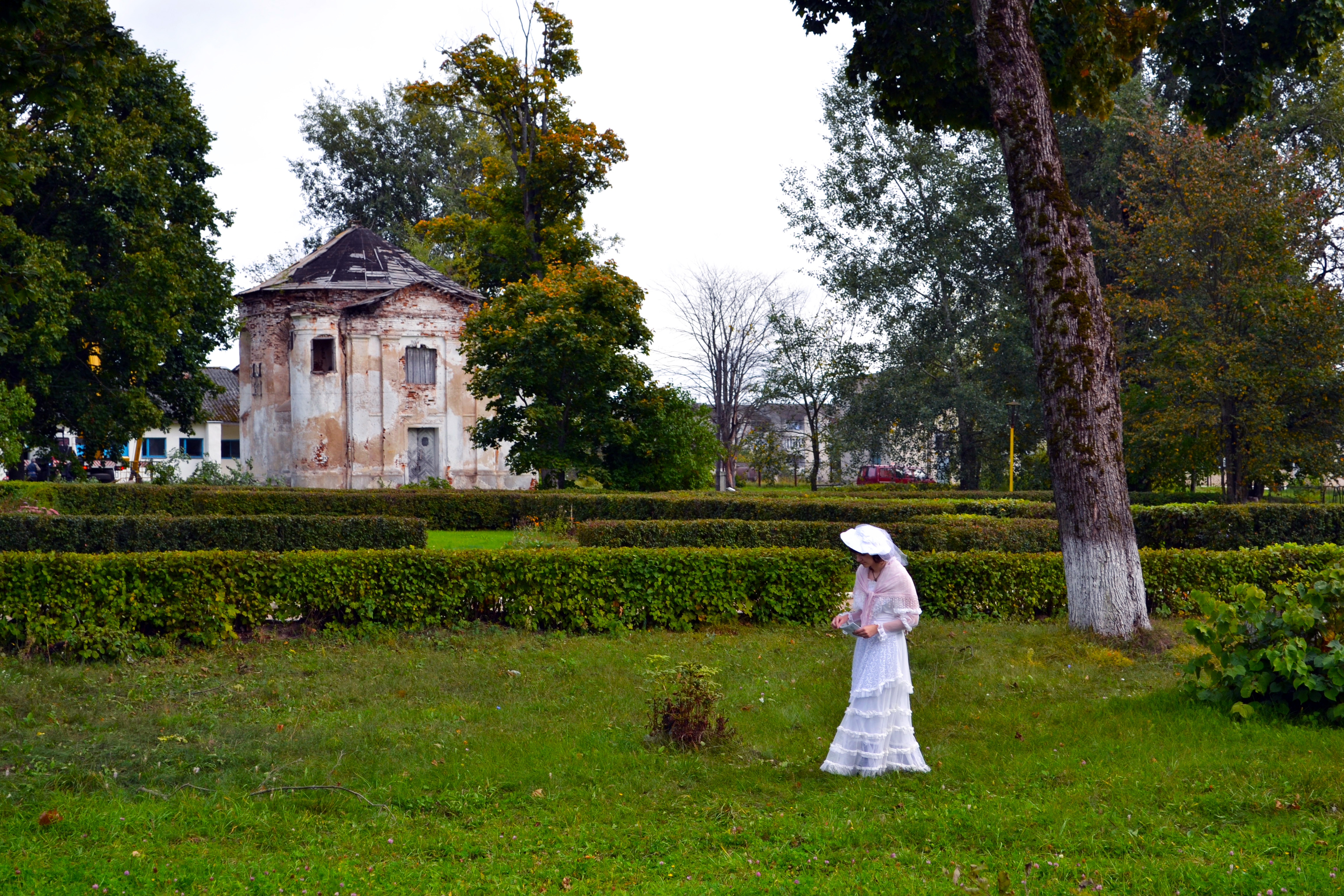
Усадебно-парковый комплекс Завишей
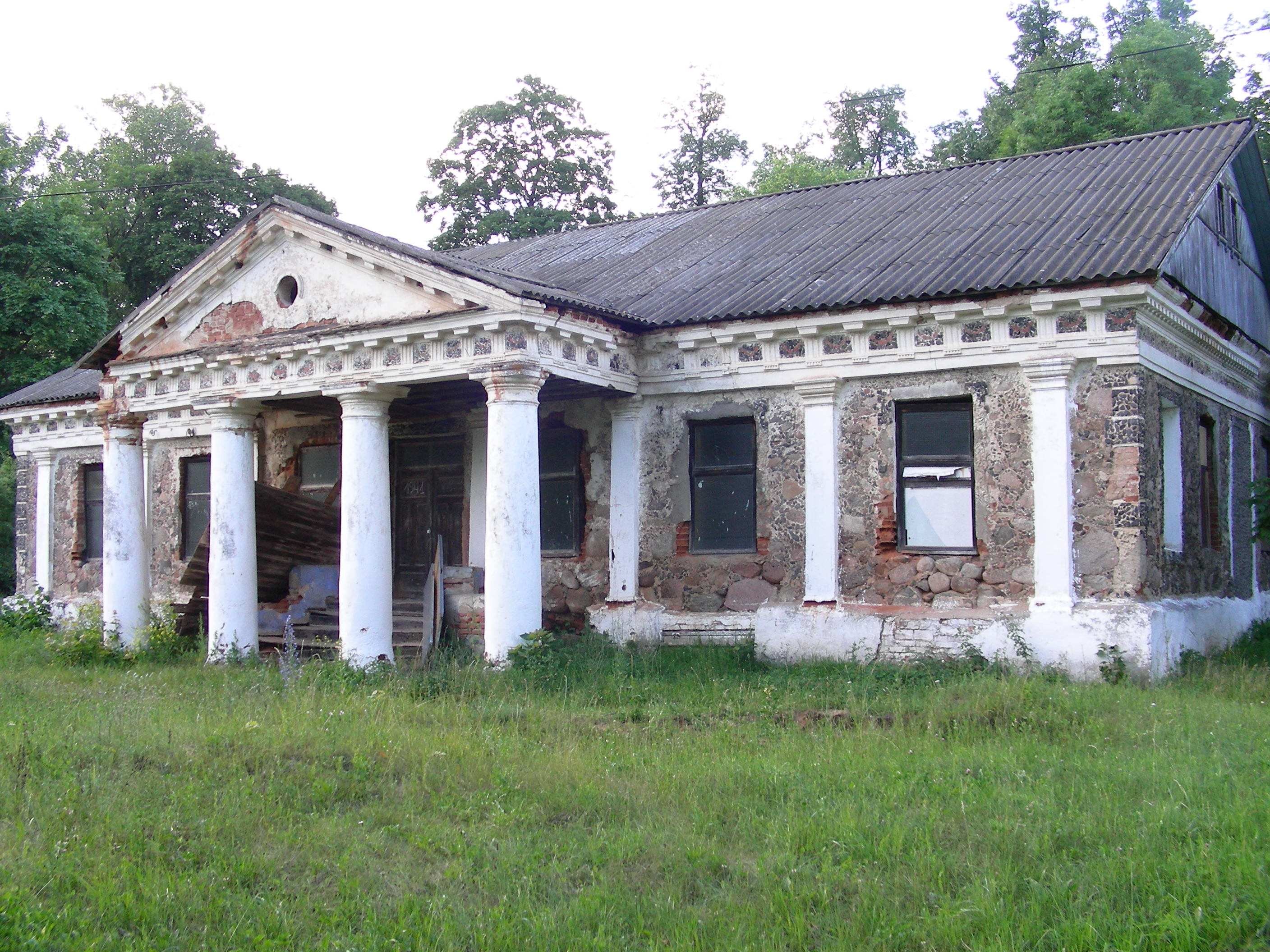
Правый флигель усадьбы
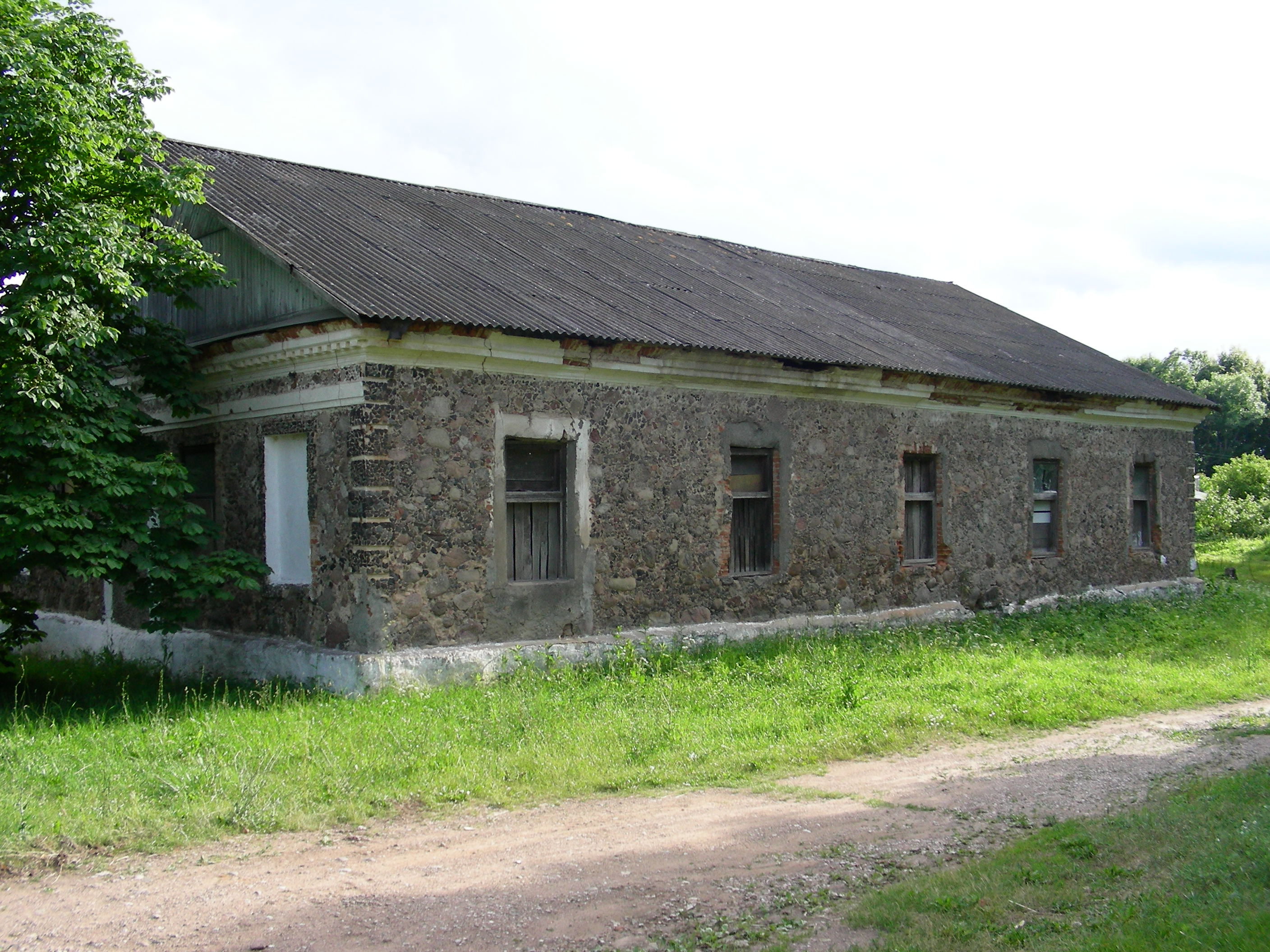
Одна из хозяйственных построек
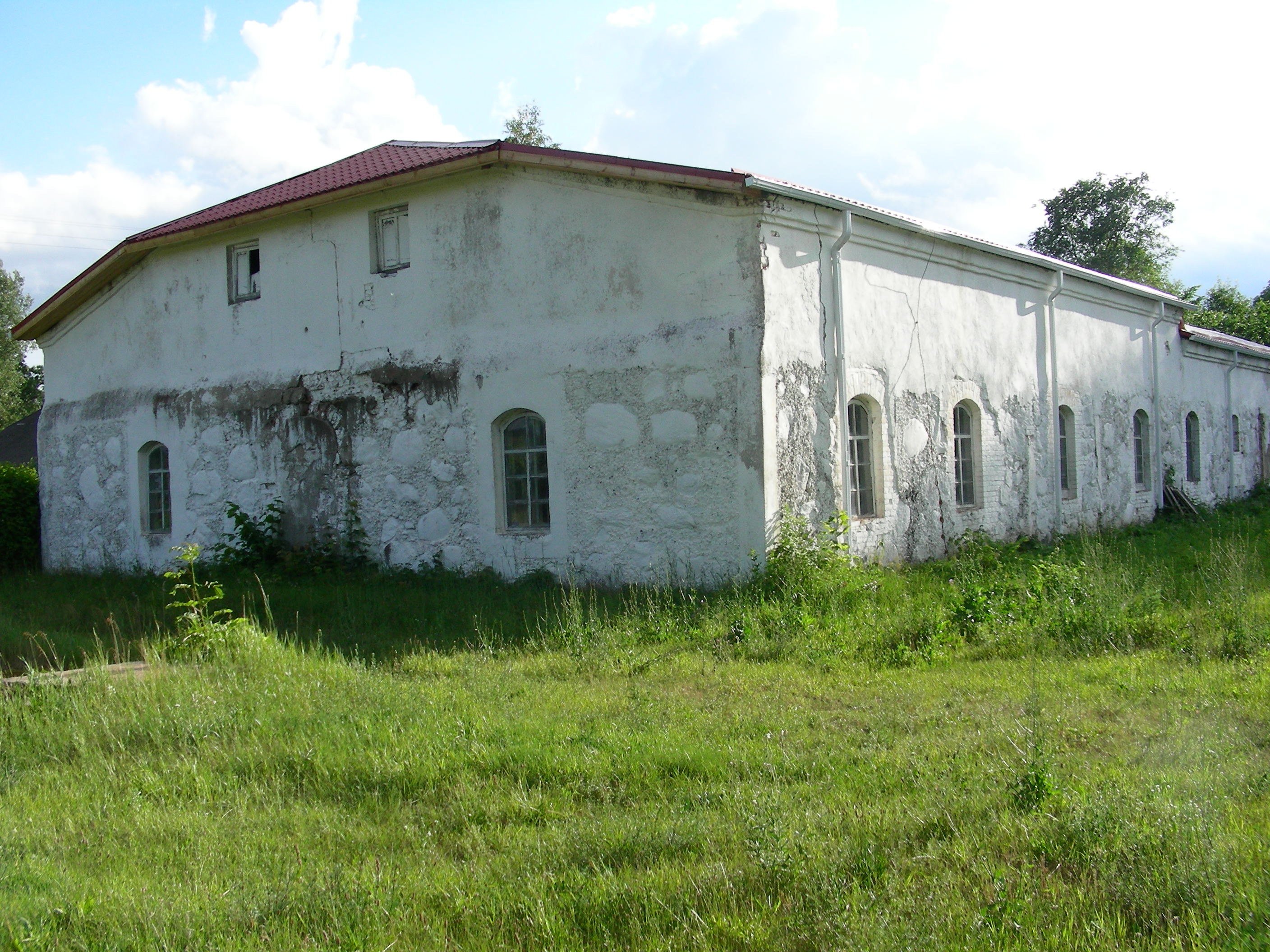
Одна из хозяйственных построек
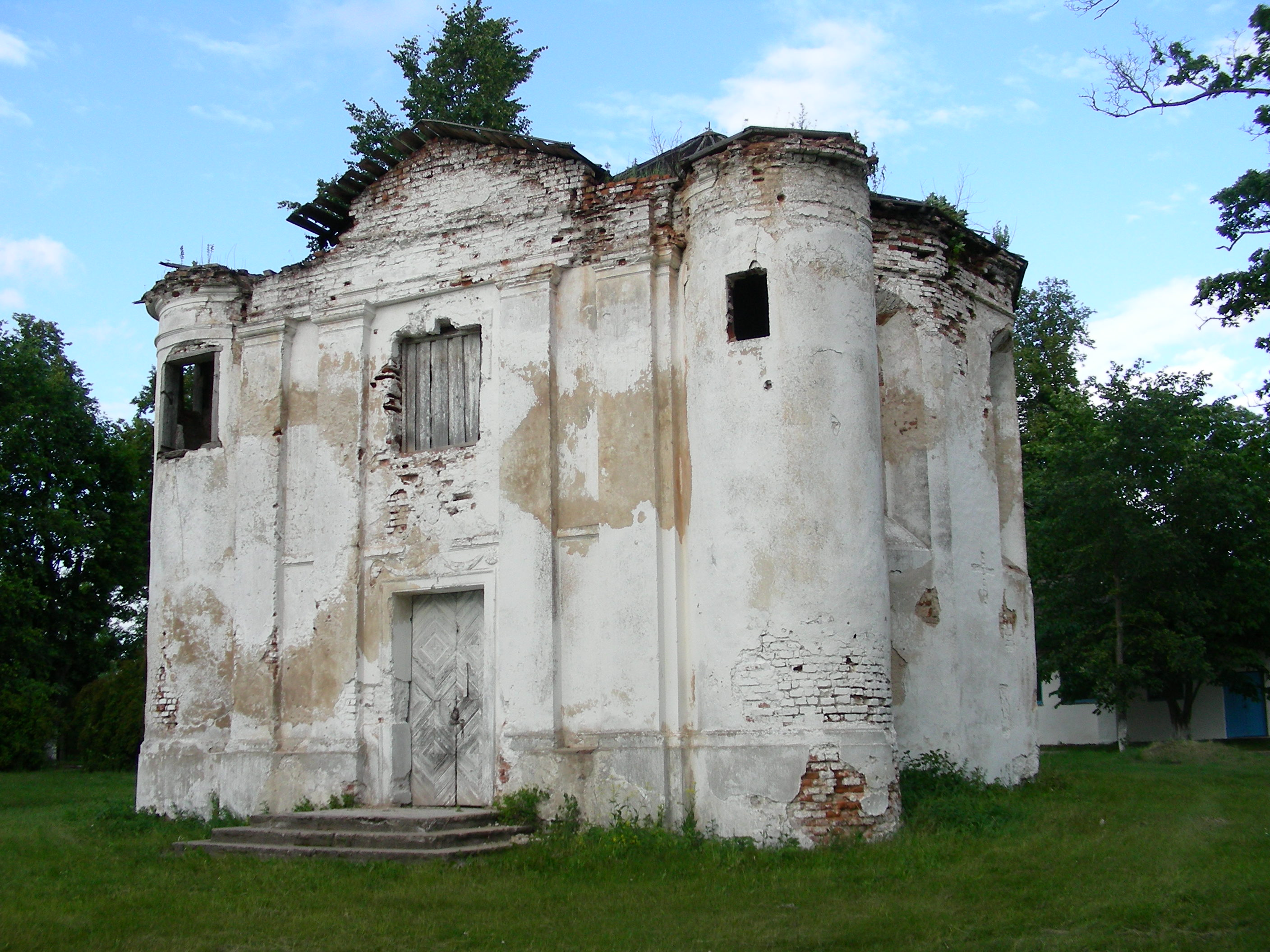
Бывший кальвинистский собор. Часовня-усыпальница
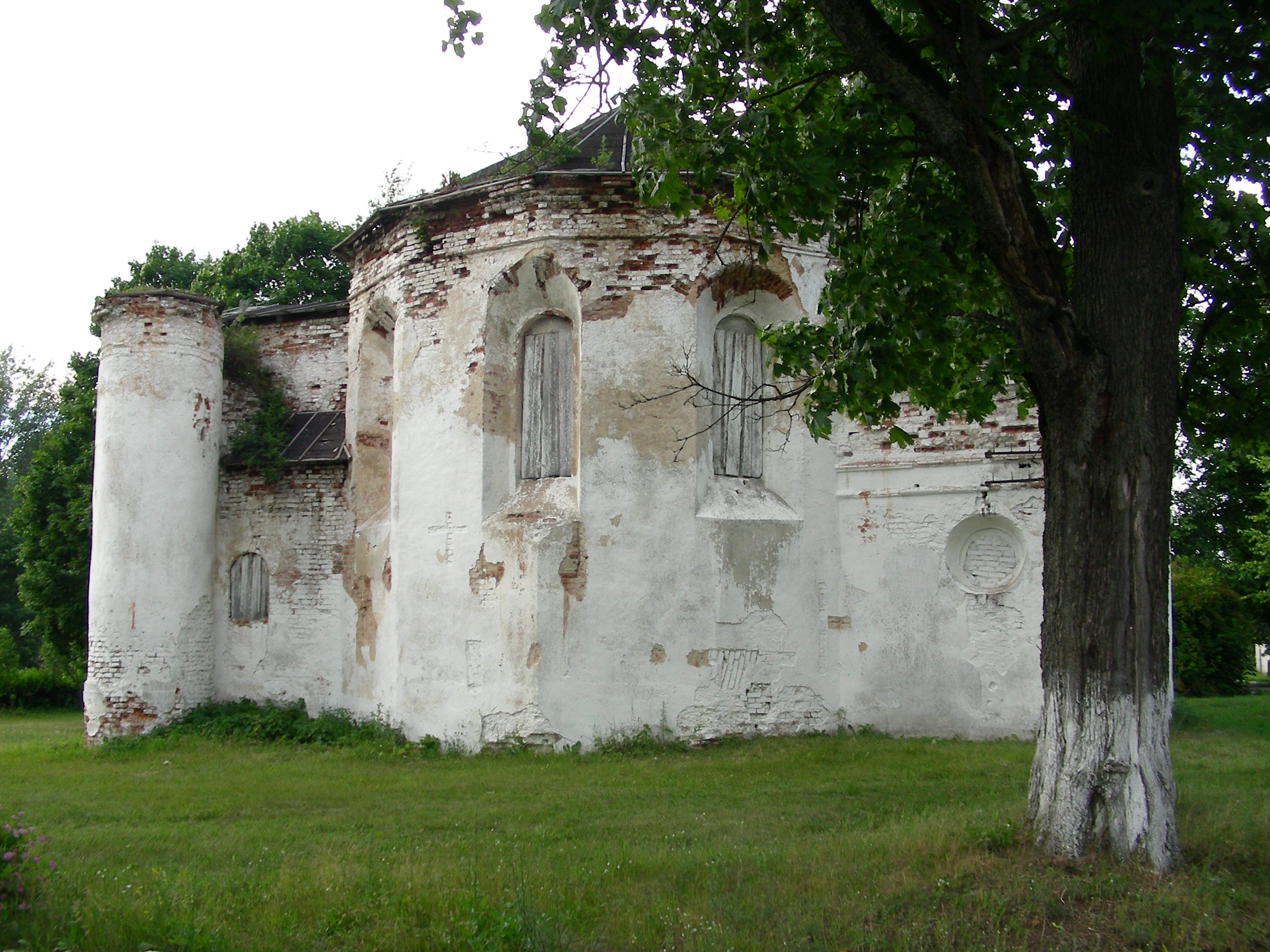
Кальвинистский собор. Боковой фасад
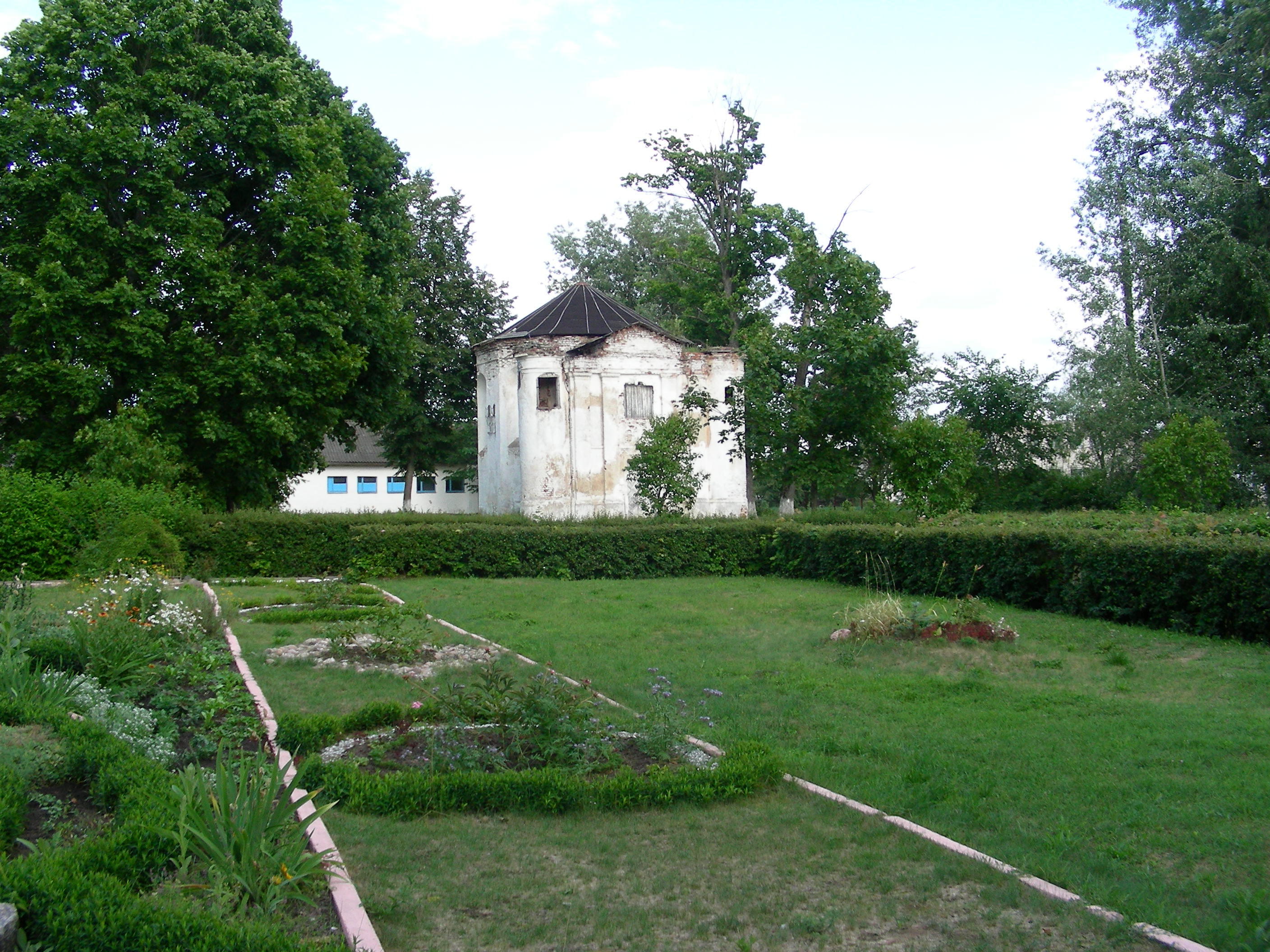
Бывший кальвинистский собор